# Voor jou (Qucee)
Voor jou is een lied van de Nederlandse youtuber en rapper Qucee in samenwerking met de Nederlandse zangeres Tabitha. Het werd in 2018 als single uitgebracht.

## Achtergrond
Voor jou is geschreven door Laïd Attiaoui, Quentin Correia en Tabitha Foen-a-Foe en geproduceerd door FBI. Het is een nummer uit het genre nederhop. Het lied is een gemaakt voor de dochter van Qucee ter gelegenheid van haar vijfde verjaardag. In het lied wordt er gerapt en gezongen door de artiest over hoeveel zijn dochter voor hem betekent en hoe trots hij op haar is. Het refrein is ingezongen door Tabitha. 
In de bijbehorende videoclip zijn verschillende beelden te zien van Qucee en zijn dochter in haar eerste vijf levensjaren.

## Hitnoteringen
De artiesten hadden succes met het lied in de hitlijsten van Nederland. Het stond op de 83e plaats van de Nederlandse Single Top 100 in de enige week dat het in deze hitlijst te vinden was. Er was geen notering in de Nederlandse Top 40; het kwam hier tot de twaalfde positie van de Tipparade.